# Architecture néoclassique en Scandinavie
Ne doit pas être confondu avec Classicisme nordique.

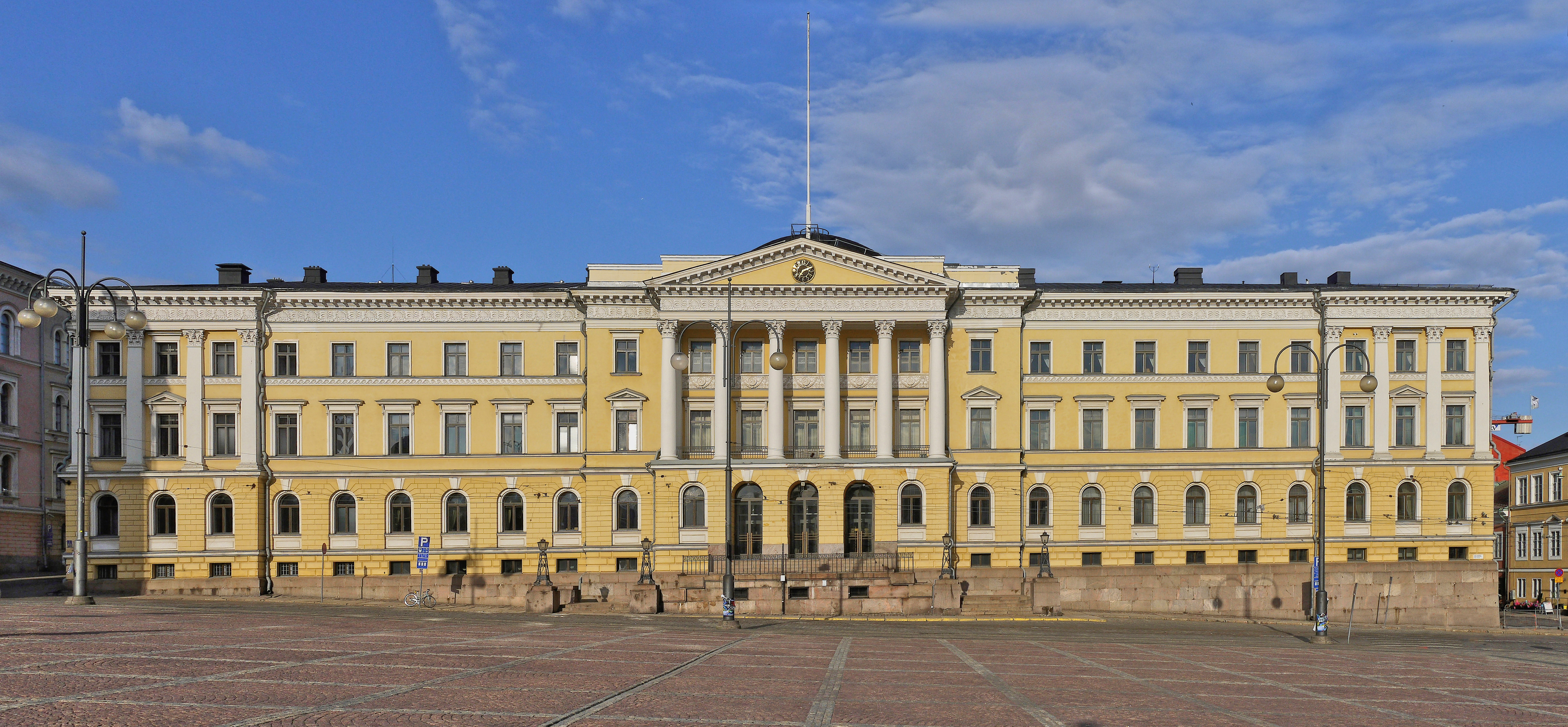
Le Sénat de Finlande, construit en 1822 sur les plans de Carl Ludwig Engel.

L’architecture néoclassique fait son apparition en Scandinavie à partir de la seconde moitié du XVIIIe siècle et s'y prolonge au XIXe siècle, jusqu'à ce qu'elle soit supplantée par les styles néogothique et néo-renaissance à partir des années 1850. Elle rassemble l'ensemble de la production architecturale néoclassique au Danemark, en Norvège, en Suède et en Finlande. Le Danemark et la Norvège ne constituèrent qu'un seul royaume jusqu'en 1814, date à laquelle la Norvège fut réunie à la Suède, tandis que la Finlande était rattachée dans un premier temps à la Suède, puis revenait à l'Empire russe en 1809. Le néo-classicisme a gagné la Scandinavie sous l'influence de la France, les académies d'architecture se sensibilisant en effet aux conceptions françaises, qui comprenaient notamment le néo-classicisme du style Louis XVI (apparu en réalité dès la fin du règne de Louis XV, après le style rocaille) et une architecture plus sévère développée par Ledoux ou par Boullée).

## Danemark

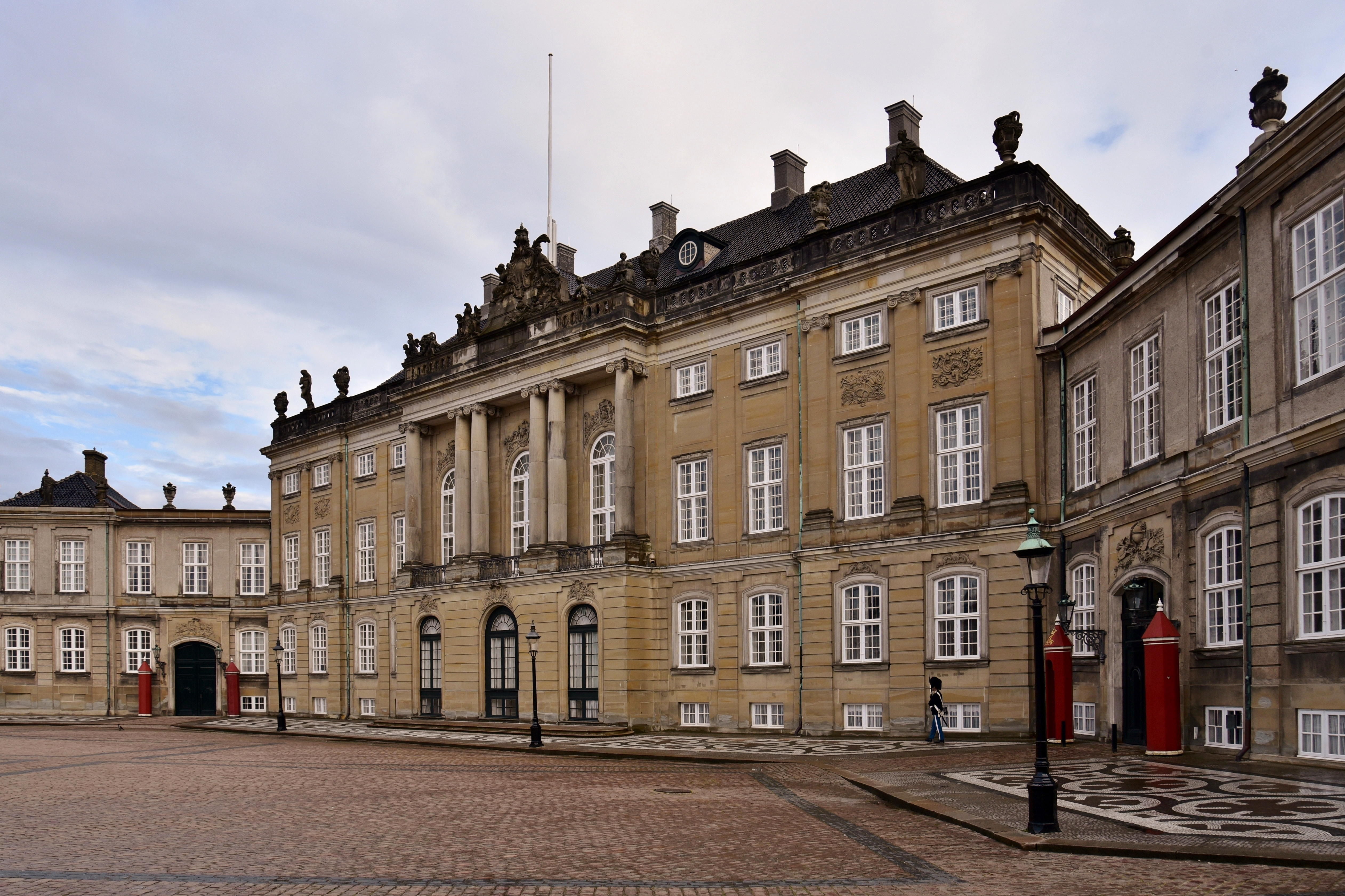
Le palais Christian IX du château d'Amalienborg, construit en 1754 à Copenhague.

Au XVIIIe siècle, l'influence française prédomine au Danemark, et des architectes français sont appelés par la couronne danoise pour leurs projets architecturaux ou paysagers. Ainsi, Nicolas-Henri Jardin sera appelé en 1755 pour la réalisation de l'église royale de Frédéric V à Copenhague, qui ne sera achevée qu'au XIXe siècle. Celle-ci est une rotonde s'inscrivant dans un plan centré en croix grecque, l'architecte s'inspirant notamment du modèle antique du Panthéon mais également de Saint-Pierre du Vatican, notamment pour la réalisation de la coupole. L'église royale de Copenhague, construite dans un nouveau quartier dont la scénographie urbaine doit la mettre en valeur, est contemporaine du Panthéon de Paris, conçue par Soufflot (alors église Sainte-Geneviève).

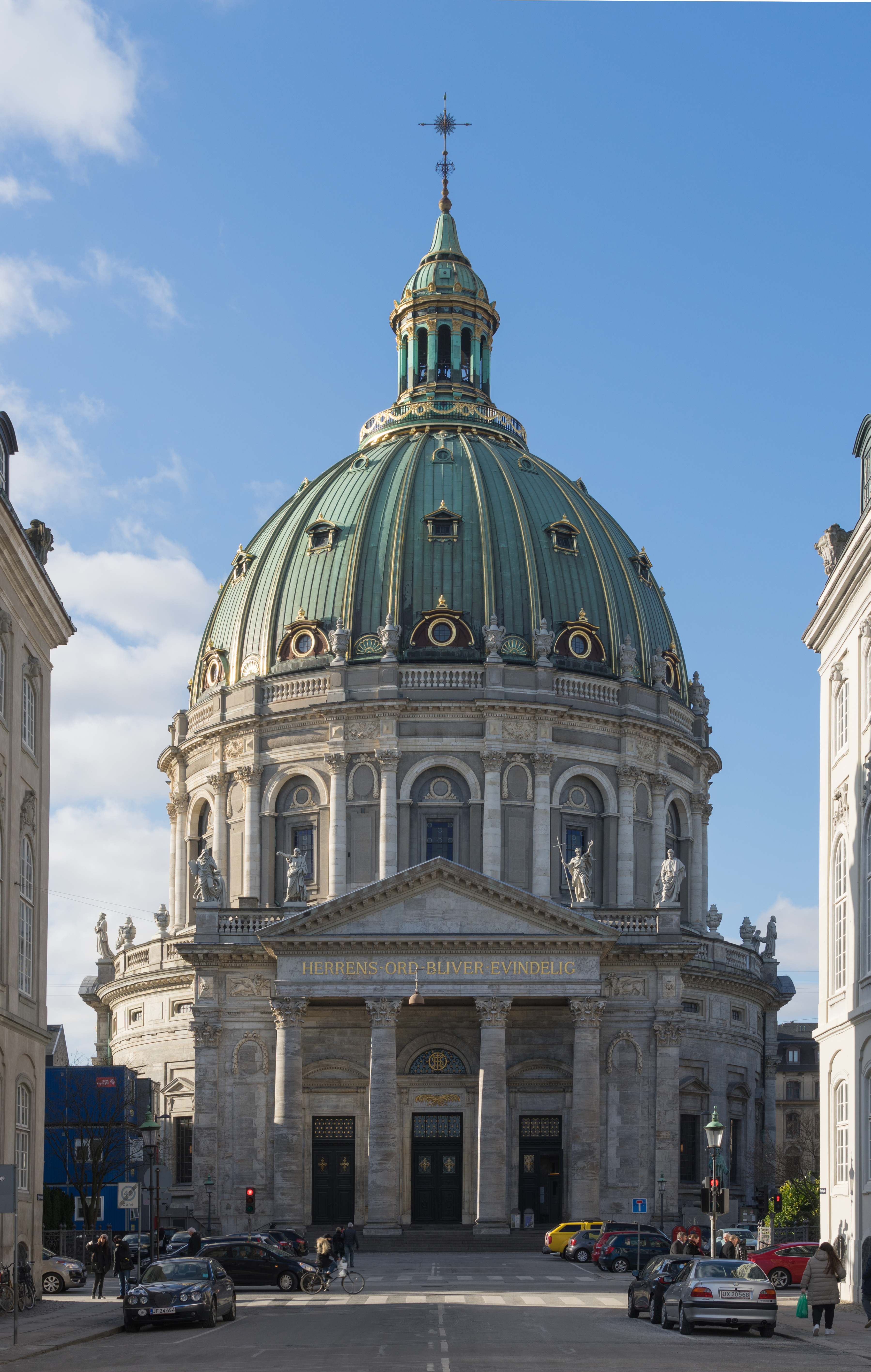
L'église royale de Frédéric V à Copenhague.

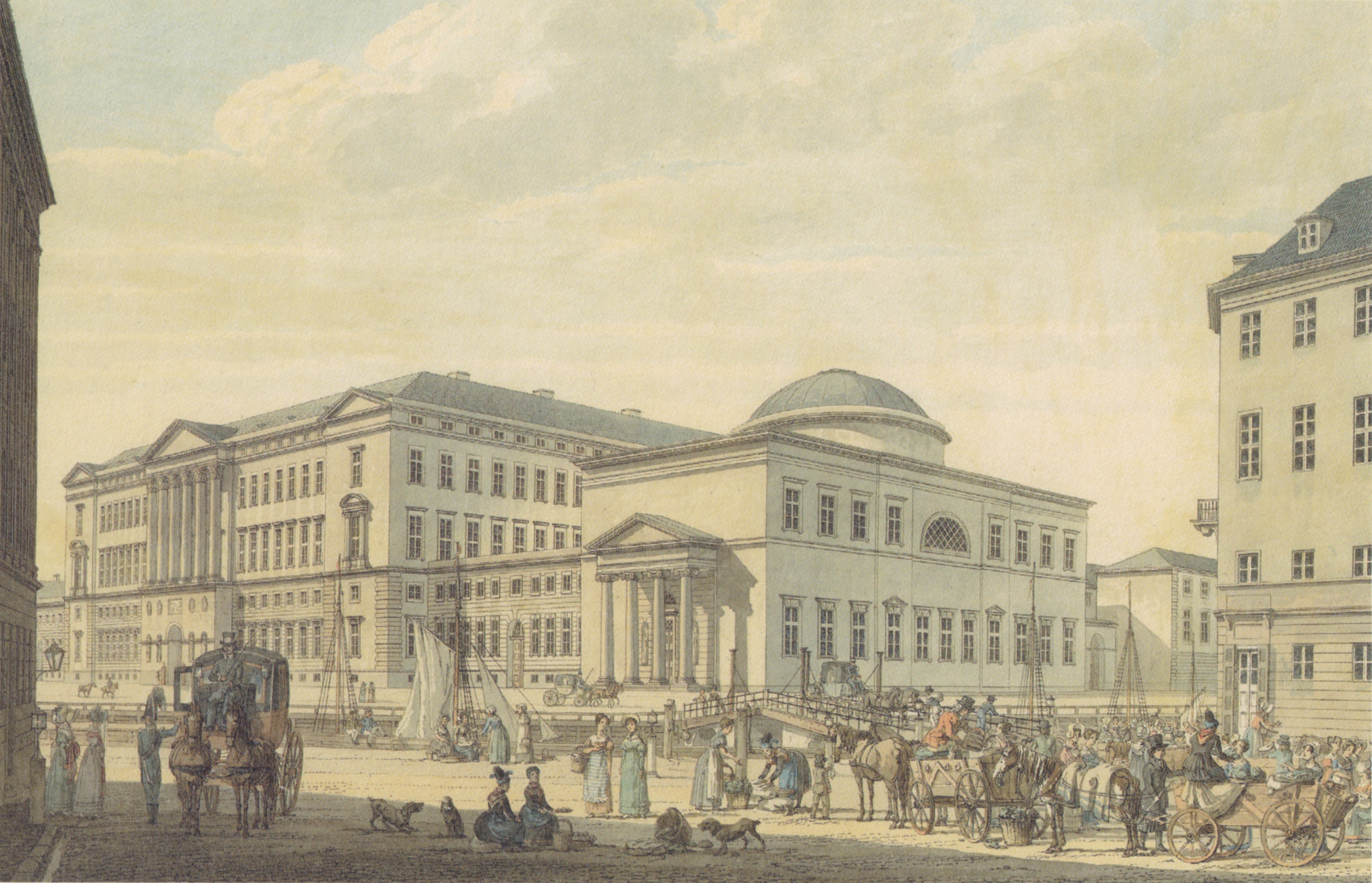
Le second château de Christianborg, construit en 1828 à Copenhague par Christian Frederik Hansen et détruit en 1884 par un incendie.

À partir de 1760 cependant, ce sont des architectes locaux, formés lors de leurs voyages d'étude (notamment en Italie), qui viendront remplacer leurs maîtres étrangers. Ainsi, Caspar Frederik Harsdorff (1735-1799) se démarquera par une conception de l'architecture alliant la noblesse à la simplicité des formes. Celui-ci, élève de l'architecte Nicolas-Henri Jardin, avait en effet voyagé en France et en Italie de 1757 à 1764, ce qui lui permit de recevoir des offres intéressantes à son retour au Danemark. Harsdorff s'inspirera de Ange-Jacques Gabriel dans ses réalisations qui comprennent notamment la colonnade d'Amalienborg, le pavillon d'Hercule du Parc Royal, ou encore le Palais Peschier sur le bord du Holmens Kanal. Le principal successeur d'Harsdorff fut l'architecte Peter Meyn (1749-1808), qui éleva l'Académie de chirurgie et la porte du Parc Royal. Meyn se montrait plus souple que Harsdorff et n'hésitait pas à employer la ligne courbe ou à faire usage d'une grande variété d'ornements, tout en restant sobre. Son architecture le rapproche du style Louis XVI, associé à des réminiscences de la Renaissance italienne. L'architecture danoise a pleinement suivi le courant néoclassique à partir des années 1770, supplantant le style rococo. Cependant, le néoclassicisme s'est manifesté de manière particulièrement précoce au Danemark, à l'exemple du château d'Amalienborg, construit à Copenhague par Nils Eigtved entre 1750 et 1754. Celui-ci, élève de l'architecte Pöppelmann à Dresde, s'est inspiré de la formule du classicisme français tel que développé sous le règne de Louis XIV : disposant un corps central dominant, au soubassement aux bossages simplement soulignés par des refends et dont l'étage noble est rythmé par des colonnes géminées. Le corps central est flanqué d'ailes latérales, dont les deux dernières travées sont mises en valeur par un ressaut ainsi que par des pilastres à l'étage noble. La monarchie danoise a favorisé l'émergence et le développement d'une architecture tournée vers les grandes tendances européennes au XVIIIe siècle par une politique de mécénat et de grandes commandes publiques : Gustav Friedrich Hetsch (1788–1864) ou encore Jørgen Hansen Koch (1787–1860) en sont les représentants les plus éminents,. Le second château de Christiansborg, reconstruit après l'incendie de 1794, comptait parmi les plus grandes œuvres néoclassiques jamais élevées au Danemark. Construit en 1828 sur les plans de l'architecte Christian Frederik Hansen, il était employé comme lieu de réception tandis que la famille royale logeait dans le palais d'Amalienborg où elle réside toujours aujourd'hui. Le château accueillit cependant le roi Frederik VII et intégra le parlement lorsque le Danemark se démocratisa à partir de 1849. Le château néoclassique disparut dans un incendie en 1884 et fut remplacé par le palais néo-baroque actuel. Du second château de Christianborg, seule la chapelle, de style néoclassique également, subsista.

## Suède

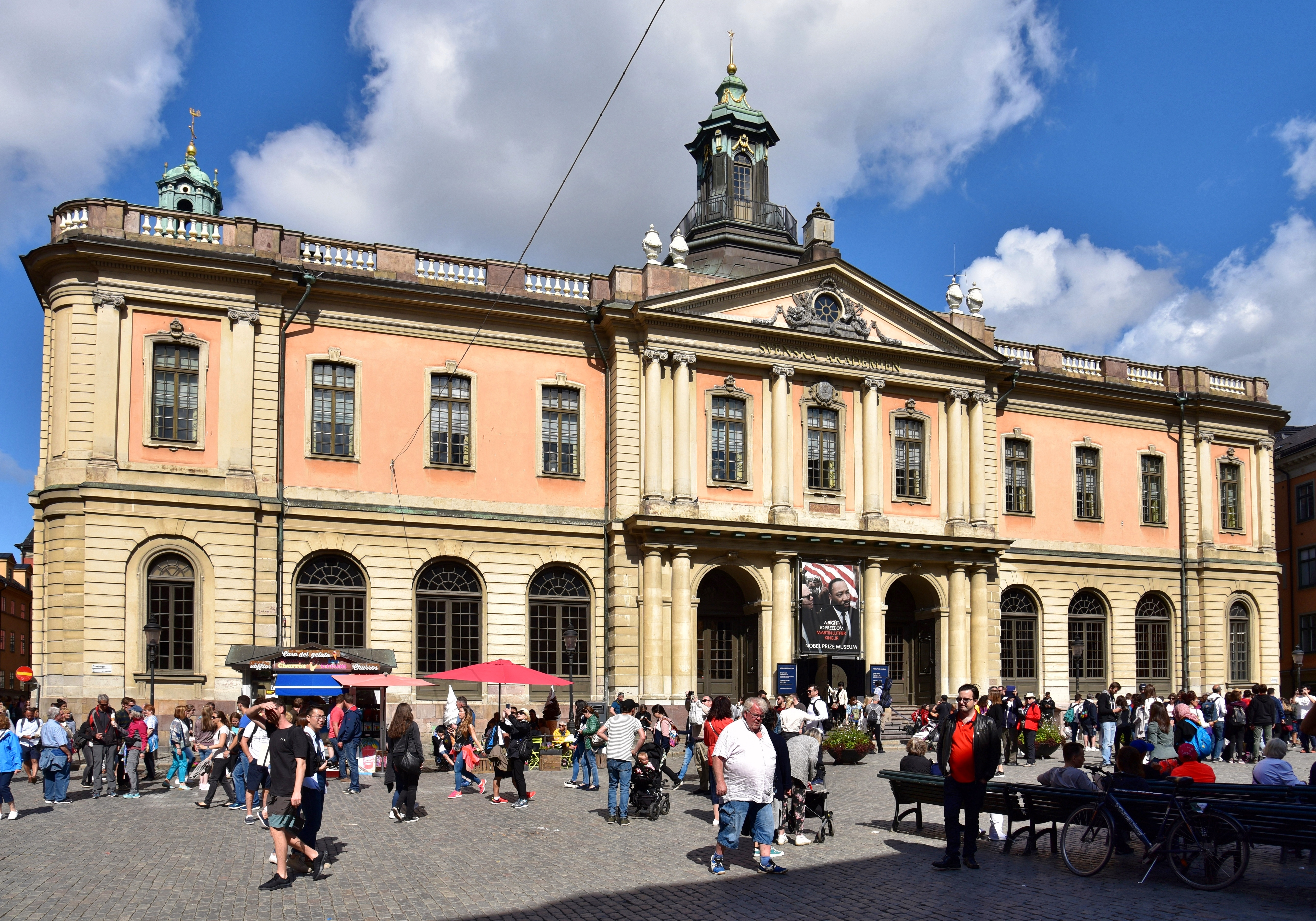
La Bourse de Stockholm, construite en 1773 par Erik Palmstedt, encore marquée par le style rocaille dans la composition générale, mais tendant clairement au néo-classicisme.

C'est en Suède que le néoclassicisme s'imprégna le plus dans l'architecture nationale. Sa première forme, dénommée style gustavien du nom du roi Gustave III qui régna de 1771 à 1792, découle directement du style Louis XVI. Ainsi, le château-théâtre de Gripsholm construit par Erik Palmstedt en 1781 reprend les dispositions intérieures du théâtre français, les gradins en demi-cercle étant cernés de colonnes ioniques, tandis que le décor parcimonieusement doré reprend un vocabulaire classique faisant preuve d'une certaine préciosité. Erik Palmstedt s'était distingué auparavant par l'édifice abritant la Bourse de Stockholm qu'il réalisa en 1773, ainsi que par le bâtiment des douanes, construit en 1780. Gustave III, qui avait beaucoup d'influence sur ses architectes, délaissa cependant le goût français à la suite d'un voyage en Italie (visitant Rome ainsi que le golfe de Naples), où il se prit de passion pour l'architecture antique originale, qu'il voulait importer en Suède sans autre intermédiaire. C'est ainsi qu'il fit construire en 1786 l'auditorium du théâtre de Gripsholm dans un style rappelant ce qu'il avait pu admirer à Herculaneum. Pour l'édifice du jardin botanique d'Uppsala, il fit appel à un Français, Louis-Jean Desprez, qui révisa les plans originaux dus à Olof Tempelmann afin d'y inclure un portique clairement inspiré des temples de Paestum.

## Norvège

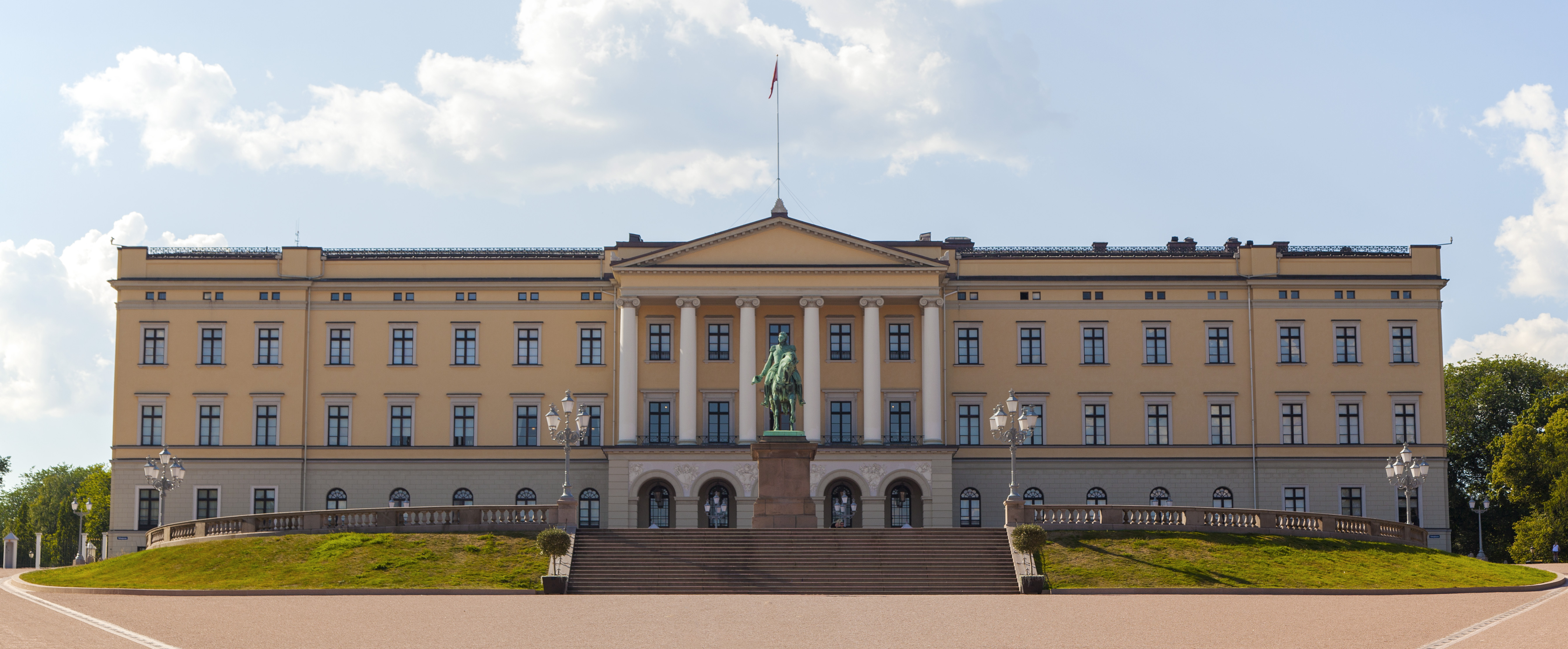
Le palais royal d'Oslo, construit en 1823 par Hans Linstow.

L'architecture néoclassique ne se développe réellement en Norvège qu'après le rattachement du pays à la Suède en 1814, qui lui garantit bien plus d'autonomie. Ainsi, c'est dans ce style que Karl Johan, roi de Norvège et de Suède, fit édifier son palais royal à Oslo, achevé en 1823 sur les plans de l'architecte danois Hans Linstow. Ce palais constitue un ensemble architectural composé d'un bâtiment central flanqué de deux ailes latérales sur un plan en U. Les plans originaux de Linstow étaient bien plus audacieux, mais ils ne correspondaient pas à la l'échelle de la Norvège, pays alors peu développé. Le rez-de-chaussée du corps central est percé d'arcades en plein cintre, tandis que les étages supérieurs sont masqués par un imposant portique (aux colonnes d'ordre ionique colossal) surmonté d'un fronton majestueux. Linstow s'inspirera de dessins de Schinkel pour réaliser le décor intérieur, d'inspiration pompéienne. Le château s'intègre dans un ensemble urbain plus vaste, conçu par le même architecte, qui perça un vaste boulevard menant à la cathédrale, tandis que le château est mis en valeur par une grande place, distribuant plusieurs voies dont le boulevard principal.

## Finlande

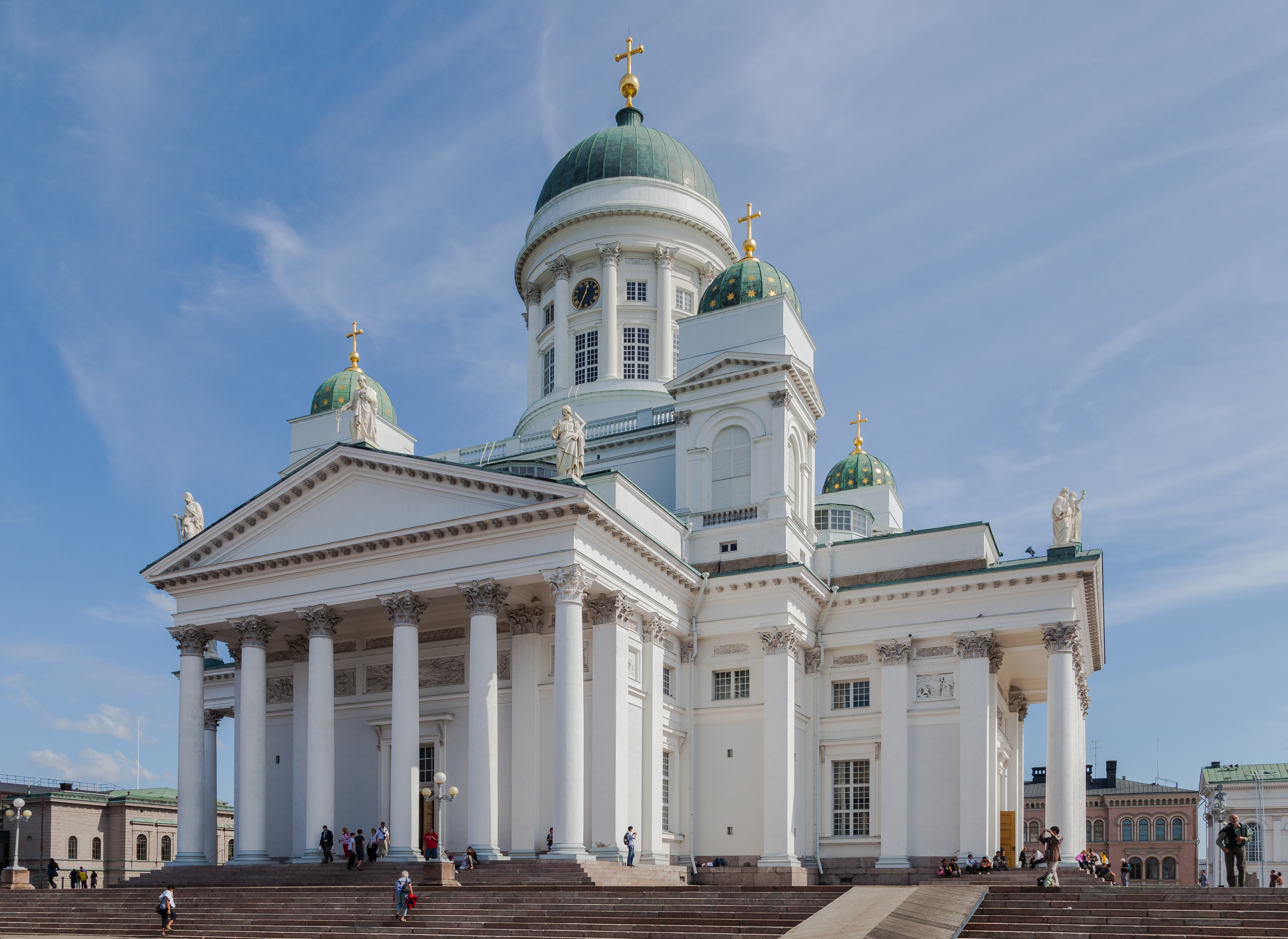
La cathédrale luthérienne d'Helsinki commencée en 1826 sur les plans de Carl Ludwig Engel.

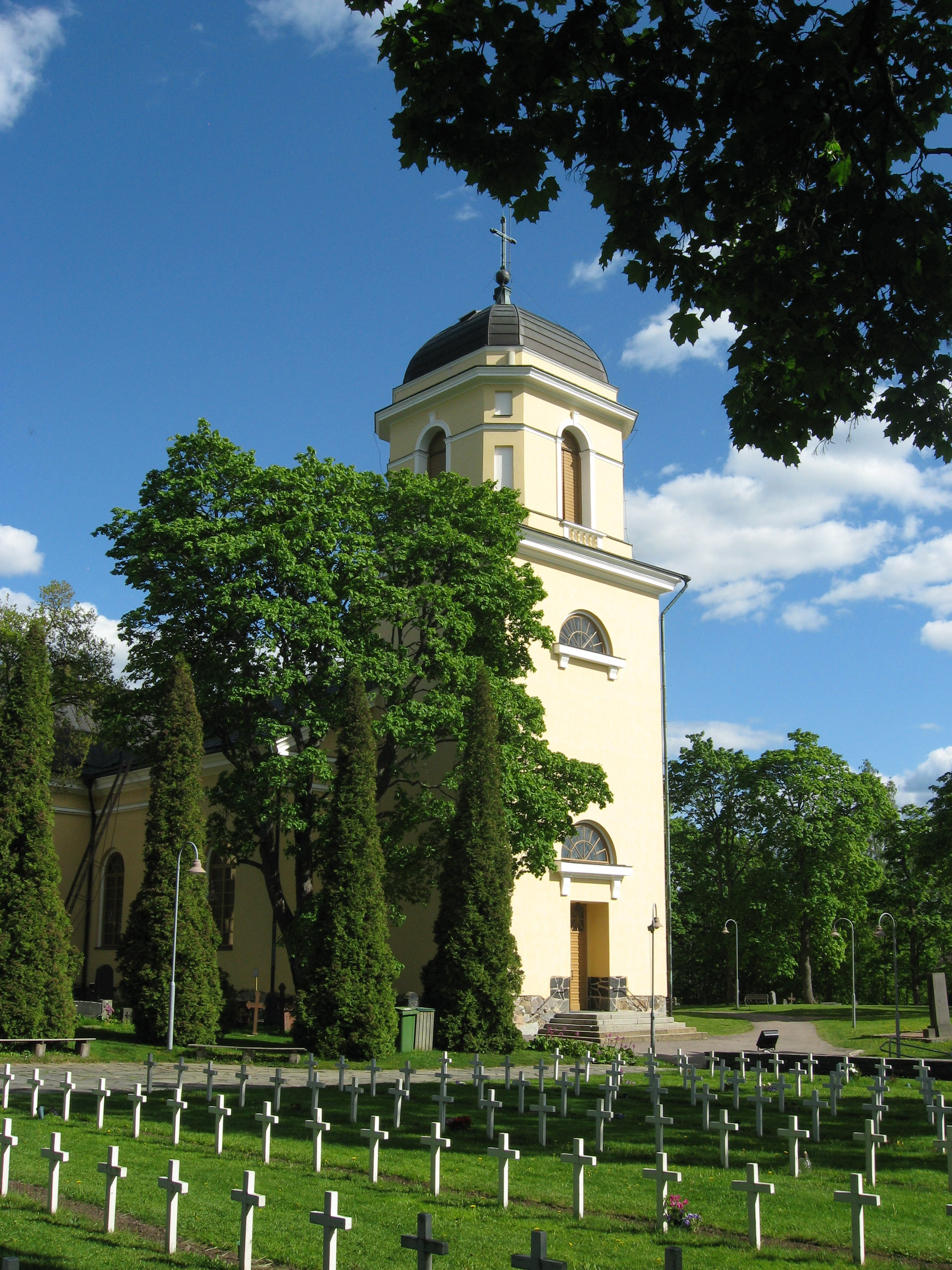
L'église de Vihti, construite en 1822 par Carlo Bassi.

L'architecture néoclassique parvint tardivement en Finlande, son représentant local le plus éminent était Albert Ehrenstrom, mais c'est un architecte allemand, Carl Ludwig Engel, qui réalisa les édifices les plus importants. Carl Ludwig Engel avait été élève de Schinkel, et arriva en 1809 en Finlande, alors que le pays venait d'être cédé par la Suède à l'Empire russe. Engel fut chargé en 1818 de réaliser l'édifice abritant le Sénat d'Helsinki. Engel prit le parti de réunir quatre ailes distinctes de quatre étages réunies par une cour centrale. Le soubassement est réalisé en pierre de taille, tandis que le rez-de-chaussée ainsi que l'entresol du corps central sont percés de trois arcades au-dessus desquelles l'architecte plaça un majestueux portique surmonté d'un fronton monumental. Ce corps central est souligné par deux travées latérales qui forment un ressaut par rapport aux ailes sobrement traitées. Sur ces dernières, deux pavillons latéraux se distinguent par un ressaut peu important et par la présence de pilastres sur les deux premiers étages. Engel réalisa également la cathédrale luthérienne d'Helsinki (ancienne église Saint-Nicolas), commencée en 1826 et élevée au rang de cathédrale en 1956. L'édifice s'élève sur un plan en croix grecque, dont les quatre branches forment quatre portiques distincts, comme si deux temples s'étaient entrecroisés. La croisée est surmontée d'un socle de plan carré flanqué de tourelles aux angles et couronné par un monoptère terminé par une coupoles, tout comme les tourelles d'angle. Engel restera actif jusqu'aux années 1840, à partir de cette date, ce seront des architectes finlandais qui répondront aux commandes nationales,. Le plan centré cruciforme est tout à fait caractéristique de l'architecture religieuse en Finlande : ainsi l'église de Vihti, construite en 1822 par l'architecte d'origine italienne Carlo Bassi en est la parfaite illustration. Carlo Bassi (1772-1840) a grandi en Suède et il se rendit en Finlande en 1800, où il s'installa à Turku. Il reconstruisit à partir de 1818 la vieille église de Vihti détruite par la foudre, qui fut à nouveau frappée en 1848, reconstruite en partie dans le style néogothique avant d'être restaurée dans son état d'origine en 1929.